# Streets of Rage 4
Streets of Rage 4 (jap. ベア・ナックルIV Bare Knuckle IV) ist ein vom Entwicklerstudio Dotemu für die Nintendo Switch, PlayStation 4, Windows, Xbox One, Linux, macOS, Stadia, Android und iOS entwickeltes Beat ’em up. Es ist der vierte Teil der Streets-of-Rage-Reihe.

## Spielprinzip
Streets of Rage 4 setzt den Gameplay-Stil der Vorgänger weiter. Es ist ein Side-Scrolling-Beat 'em Up, bei dem bis zu vier Spieler lokal oder zwei Spieler online gegen Wellen von Feinden kämpfen. Der Spieler kann zwischen den Charakteren Axel, Blaze, Adam, Cherry und Floyd wählen. Die Retro-Varianten müssen durch Punkte sammeln erst noch freigeschaltet werden. Neben Standardangriffen, Würfen und Blitzbewegungen verfügt jeder Spielercharakter über eine Reihe von Spezialangriffen, die auf Kosten einiger Gesundheit ausgeführt werden können. In diesem Spiel können Spieler jedoch die für einen Spezialangriff aufgewendete Gesundheit wiederherstellen, indem sie aufeinanderfolgende Folgeangriffe ausführen, ohne getroffen zu werden. Jeder Spielercharakter verfügt außerdem über eine einzigartige Superkombination, genannt „Star Moves“, die durch das Sammeln von Sternen in jedem Level ausgeführt werden kann. Zudem gibt es im Spiel ein neues Combo-System. Auch verfügt das Spiel ein Story-Modus. Das Spiel verfügt außerdem über einen Arcade-Modus, in dem der Spieler das gesamte Spiel mit begrenzten Leben abschließen muss. Das Spiel verfügt außerdem über eine Retro-Audio-Option mit Musiktiteln aus den Mega Drive/Genesis- und Master System/Game Gear-Versionen der ersten beiden Spiele.

## Rezeption
Laut Metacritic erhielt Streets of Rage 4 positive Kritiken. Heidi Kemps von GameSpot meinte, dass das Spiel „großartig aussieht und sich sehr gut spielt. Sie sagte auch, dass man das Spiel mit Freunden spielen sollte.“ Michael Huber von Easy Allies erklärte, dass „Streets of Rage 4“ die Serie meisterhaft neu belebt habe und beschrieb den Kampf und den Soundtrack als Höhepunkte, kritisierte jedoch die Online-Komponenten beim Start. Joe Juba von GameInformer stimmt zu, dass es sich „wie eine Hommage an die 90er Jahre anfühlt, aber auch in dieser Ära feststeckt“.